# Gustav Eduard Klotzsch
Gustav Eduard Klotzsch (* 1806; † 1882) war ein deutscher Richter und Abgeordneter.
Gustav Eduard Klotzsch studierte Rechtswissenschaften und war 1820 Assessor beim Justizamt Storkow und Stahnsdorf und ab 1824 Assessor beim Stadt- und Landgericht Storkow. 1827 wurde er zum Ausculator bei dem Land- und Stadtgericht Belzig befördert, 1835 wurde er Justizrat am Land- und Stadtgericht in Schneidemühl. 1848 war er Direktor des Land- und Stadtgerichtes Schönlanke. 1850 bis 1873 war er dort Kreisgerichtsdirektor. 1874 wurde er pensioniert und anlässlich der Pensionierung mit dem Roten Adlerorden 4. Klasse ausgezeichnet.
1850 war er Mitglied des Volkshauses des Erfurter Unionsparlaments.
Daneben war er Molluskenforscher.